# Мишель, Джулианна
Джулиа́нна Мише́ль (англ. Julianne Michelle; род. 5 сентября 1987, Тинек, Нью-Джерси, США) — американская актриса, известная по роли в фильмах «Радуга Шэннон» и «Апартаменты 1303».

## Биография
Джулианна Мишель родилась в городе Тинеке, штат Нью-Джерси в 1987 году и жила в Нью-Йорке. В детстве она жила на Манхэттене, в Беверли-Хиллз и Лас-Вегасе и была на домашнем обучении. Мишель училась в средней школе Мэримаунт в Манхэттене и Колумбийском университете, получила степень бакалавра и сертификат в области финансового менеджмента в университете Корнелла. Позже получила степень магистра в Колумбийском университете.

## Карьера
Мишель получила премию «Лучшая актриса» за роль Терри в фильме «Горит дом», также за главную роль Мелиссы Лео у режиссёра Хольгера Эрнста. Премьера фильма состоялась на Каннском кинофестивале в 2006 году. За эту же роль она получила статуэтку Фехтовальщик на The Flash Film Foundation’s Young Film Festival в Польше.
Мишель была номинирована три раза за лучшую женскую роль на Youth in Film Young Artist Awards. В 1991 году она была номинирована за гостевое появление в сериале «Кто здесь босс?», в 1993 году на премию «Лучшая актриса в возрасте до 10 лет» за фильм «Надежда семьи» и в 1998 году на «Лучшую женскую роль в телевизионном сериале» за роль в телефильме «Автобус № 9».
В 2001 году журнал Teen People назвал Мишель «Одним из 20 подростков, которые изменили мир»". Она стала одним из организаторов и председателем детского аукциона для знаменитостей и ужина в честь Детей Чернобыля во главе со Стивеном Спилбергом.
Джулианна Мишель появилась на «Ди Пальма-форуме» во главе с её отцом, Джозефом Ди Пальмой, созданном в Университете штата Невада, в Лас-Вегасе. Форум представляет собой обсуждение знаменитостями вопросов, представляющих национальный интерес, и транслируется четыре раза в год. Мишель проводит национальное телевизионное ток-шоу «Ди Пальма-форум» с 24 января 2011 года.
Её телевизионная карьера включает в себя эпизодические роли в фильмах «Кто здесь босс?», «Эллен», «Розанна», и шоу Куин Латифы. Она снялась в ряде фильмов, в том числе «Хорошенький мужчина», «Уличный рыцарь». Она появилась в фильмах «Радуга Шэннон», «Ужасвин», Милая Лорин и в эпизодической роли Наташи в «Уолл-стрит: Деньги не спят». Мишель снялась в роли Саманты Уинстон в фильме «Пробуждённая», а также дебютировала в качестве продюсера этой картины.

## Фильмография
| Год       |    | Русское название            | Оригинальное название           | Роль                         |
| --------- | -- | --------------------------- | ------------------------------- | ---------------------------- |
| 1991      | с  | Кто здесь босс?             | Who's the Boss?                 | Кэтти Хэвлок                 |
| 1991      | с  | Розанна                     | Roseanne                        | ребёнок                      |
| 1992      | ф  | Хорошенький мужчина         | I Don't Buy Kisses Anymore      | девочка в магазине сладостей |
| 1993      | ф  | Уличный рыцарь              | Street Knight                   | девочка-заложница            |
| 1993      | ф  | Надежда семьи               | Family Prayers                  | Фэй Джейкобс                 |
| 1993      | с  | Феном                       | Phenom                          | Хизер                        |
| 1996—1997 | мс | Маленькие волшебные истории | The Oz Kids                     | Дот                          |
| 1998      | тф | Автобус №9                  | Bus No. 9                       | Делия                        |
| 2005      | ф  |                             | The Innocent and the Damned     | Дженни Кэррингтон            |
| 2006      | ф  |                             | The House Is Burning            | Терри                        |
| 2006      | ф  |                             | Down the P.C.H.                 | Кэрри                        |
| 2007      | ф  | Кинки Киллерс               | Polycarp                        | Серена Уизерспун             |
| 2009      | ф  | Радуга Шэннон               | Shannon's Rainbow               | Шэннон Грин                  |
| 2010      | ф  | Уолл-стрит: Деньги не спят  | Wall Street: Money Never Sleeps | Наташа, клубная танцовщица   |
| 2011      | ф  | Ужасвин                     | Horrorween                      | в роли самой себя            |
| 2012      | ф  | Апартаменты 1303            | Apartment 1303 3D               | Джанет                       |
| 2013      | ф  | Пробуждённая                | Awakened                        | Саманта Уинстон              |
| 2013      | ф  | Милая Лоррейн               | Sweet Lorraine                  | Стефани Биб                  |
|           | ф  |                             | Wake                            | Энн                          |
|           | ф  |                             | The Fifth Victim                | Александра Коупленд          |
|           | ф  |                             | Reaching from Above             | миссис Бойл                  |
| 2015      | ф  |                             | The Portrait's Secret           | Андреа                       |
| 2016      | ф  |                             | Coffee Cafe                     | Сара                         |
| 2016      | ф  |                             | China Spy                       | Бри                          |